# Jacques Thouzat
Jacques Thouzat (1490?-1547), ou Tusan, plus connu sous le nom de Jacques Toussain ou sous la forme latine Tusanus, est un humaniste, helléniste, et lecteur royal français.

## Biographie
Né à Troyes avant 1490, Jacques Thouzat commence sa carrière comme correcteur dans l'atelier de l'imprimeur Josse Bade. Élève de Guillaume Budé et de Janus Lascaris, il est un helléniste talentueux. 
Ses compétences dans ce domaine lui valent d'être nommé lecteur royal en langue grecque par François Ier en janvier 1530, en même temps que ses confrères Pierre Danès (grec), François Vatable (hébreu), Agacio Guidacerio (hébreu) et Oronce Fine (mathématiques). Il enseigne ainsi pendant plus d'une quinzaine d'années au collège royal. 
S'il n'a pas laissé d'œuvres personnelles, Jacques Thouzat semble avoir joué un rôle majeur dans l'édition de textes grecs à Paris. Il collabore fréquemment avec l'imprimeur Conrad Néobar, qui a épousé sa nièce. Parmi ses élèves et collaborateurs figurent également Jacques Bogard, neveu de Charlotte Guillard, qui épouse la veuve de Néobar en 1541, et Fédéric Morel, futur imprimeur du roi pour le grec.
Thouzat meurt à Paris le 15 mars 1547.

## Postérité
Après sa mort, les papiers de Thouzat sont rassemblés par son élève Fédéric Morel, qui termine la préparation d'un important Lexicon Graecolatinum imprimé par Charlotte Guillard en 1552 (voir en ligne). C'est l'un des dictionnaires grecs importants dans la France de la Renaissance,. 

## Forme de nom
La forme du nom de Thouzat (ou Thouza, ou Thouzac, voire Touzart) est attestée par les archives. Le personnage est aujourd'hui plus connu sous la forme française "Toussain", fréquemment utilisée par les historiens depuis le XIXe siècle, mais qu'il n'a lui-même jamais adoptée. Elle dérive d'une (mauvaise) francisation de la forme latine de son nom : Jacobus Tusanus. Il est cependant arrivé à Thouzat  d'employer, de son vivant, la forme francisée Tusan.